# Eleições regionais na Cantábria em 2007
A Cantábria celebrará as suas sétimas eleições para a Parlamento da Cantábria, desde 1983, no dia 27 de Maio de 2007. Esta Junta é composta por 39 deputados distribuidos, durante a VI legislatura que agora se dissolve, da seguinte forma:
| Partido                       | Lugares |
| ----------------------------- | ------- |
| Partido Popular (PP, direita) | 18      |
| PSOE                          | 13      |
| PRC                           | 8       |

## Candidatos
Apresentam-se à chefia do governo três candidatos:
| Comunidade autónoma e presidente actual   | Candidatos                                                                                               |
| ----------------------------------------- | --- |
| Cantábria Miguel Ángel Revilla Roiz (PRC) | - PP: Juan Ignacio Diego Palacios - PSOE: María Dolores Gorostiaga Saiz - PRC: Miguel Ángel Revilla Roiz |